# Суд правде Европске уније
Суд правде Европске уније или Европски суд правде (енгл. Court of Justice of the European Union), (фр. Cour de justice de l'Union européenne) води рачуна да су закони Заједнице сагласно интерпретирани и ефективно примењени. Има судску надлежност у споровима између земаља чланица, институција ЕУ, послова и појединаца. Суд првог степена је придружен од 1989. године.
Суд се састоји од 27 судија, а седиште суда је у Луксембургу.